# 34717 Mirkovilli
34717 Mirkovilli este un asteroid din centura principală, descoperit pe 14 august 2001, de Andrea Boattini și Luciano Tesi.